# Финляндия на летних Олимпийских играх 1956
На Летних Олимпийских играх 1956 года Финляндию представляло 64 спортсмена (63 мужчины и 1 женщина), выступивших в 14 видах спорта. Они завоевали 3 золотых, 1 серебряную и 11 бронзовых медалей, что вывело финскую сборную на 13-е место в неофициальном командном зачёте.

## Медалисты
| Медаль  | Спортсмен                                                                                        | Вид спорта            | Дисциплина                              |
| ------- | ------------------------------------------------------------------------------------------------ | --------------------- | --------------------------------------- |
| Золото  | Рауно Мякинен                                                                                    | Борьба                | Мужчины, греко-римская борьба, до 62 кг |
| Золото  | Кюёсти Лехтонен                                                                                  | Борьба                | Мужчины, греко-римская борьба, до 67 кг |
| Золото  | Пентти Линносвуо                                                                                 | Стрельба              | Мужчины, малокалиберный пистолет, 50 м  |
| Серебро | Олави Маннонен                                                                                   | Современное пятиборье | Мужчины, личное первенство              |
| Бронза  | Войтто Хелльстен                                                                                 | Лёгкая атлетика       | Мужчины, 400 м                          |
| Бронза  | Вейкко Карвонен                                                                                  | Лёгкая атлетика       | Мужчины, марафон                        |
| Бронза  | Йорма Валкама                                                                                    | Лёгкая атлетика       | Мужчины, прыжки в длину                 |
| Бронза  | Пентти Хямяляйнен                                                                                | Бокс                  | Мужчины, до 57 кг                       |
| Бронза  | Вяйнё Корхонен                                                                                   | Современное пятиборье | Мужчины, личное первенство              |
| Бронза  | Вяйнё Корхонен Олави Маннонен Берндт Каттер                                                      | Современное пятиборье | Мужчины, командное первенство           |
| Бронза  | Кауко Хяниннен Вели Лехтеля Матти Ниеми Тойми Питкянен Рейно Поутанен                            | Академическая гребля  | Мужчины, четвёрки распашные с рулевым   |
| Бронза  | Раймо Хейнонен Онни Лаппалайнен Эркки Леймувирта Берндт Линдфорс Мартти Мансикка Калеви Суониеми | Спортивная гимнастика | Мужчины, командное первенство           |
| Бронза  | Вильхо Юлёнен                                                                                    | Стрельба              | Мужчины, произвольная винтовка, 300 м   |
| Бронза  | Эркки Пенттиля                                                                                   | Борьба                | Мужчины, вольная борьба, до 62 кг       |
| Бронза  | Тайсто Кангасниеми                                                                               | Борьба                | Мужчины, вольная борьба, свыше 87 кг    |